# Ibon Ajuria
Ibon Ajuria Gordon (Izurtza, 9 augustus 1971) is een Spaans voormalig beroepswielrenner. Hij reed van 1994 tot 1999 voor de Baskische wielerploeg Euskaltel-Euskadi.
Afgezien van een criterium in 1996 won hij geen enkele koers.

## Grote rondes
| Jaar | Ronde van Italië | Ronde van Frankrijk | Ronde van Spanje |
| ---- | ---------------- | ------------------- | ---------------- |
| 1995 |                  |                     | 83e              |
| 1996 |                  |                     |                  |
| 1997 |                  |                     | 27e              |